# Giuseppe Brentano

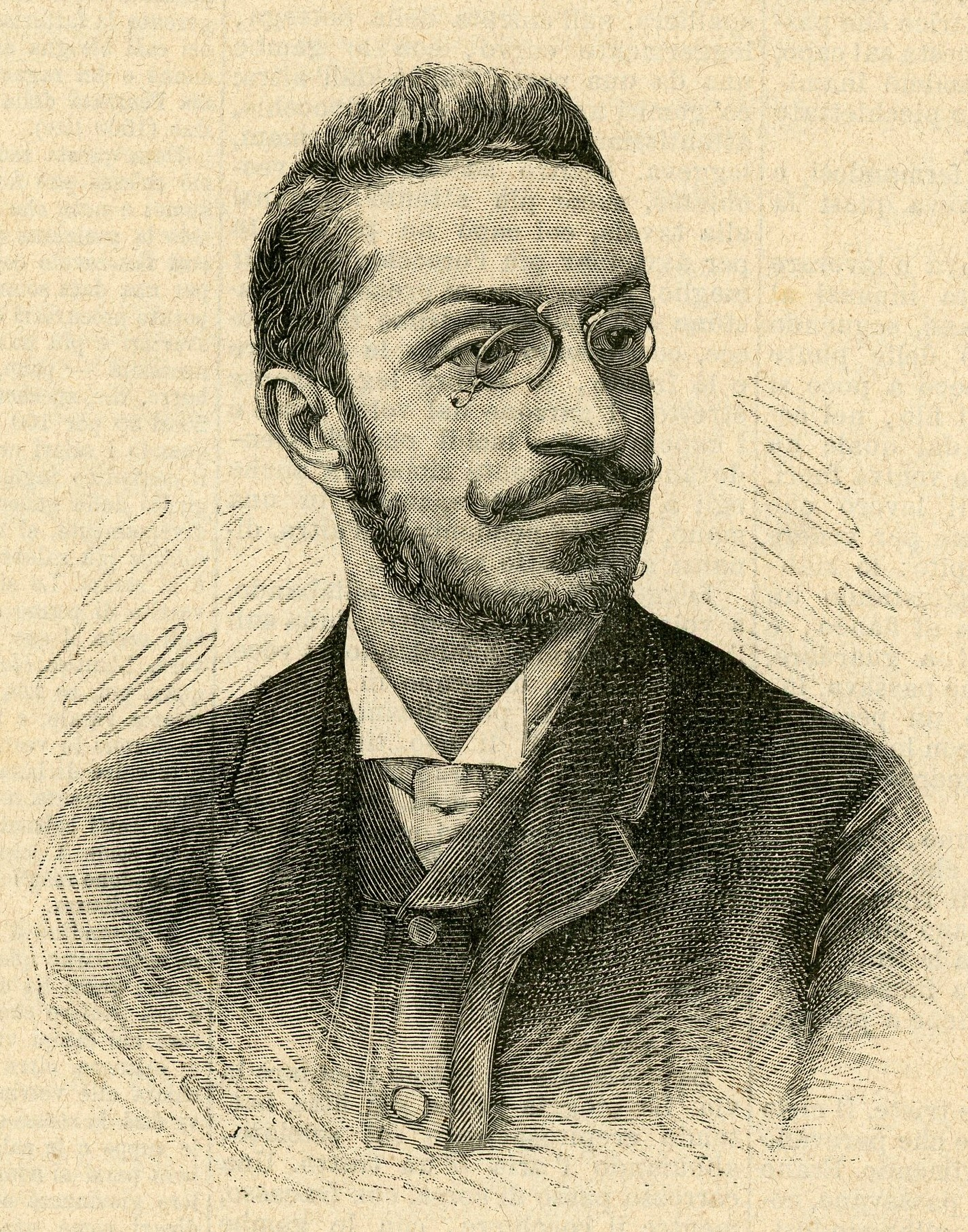
Giuseppe Brentano

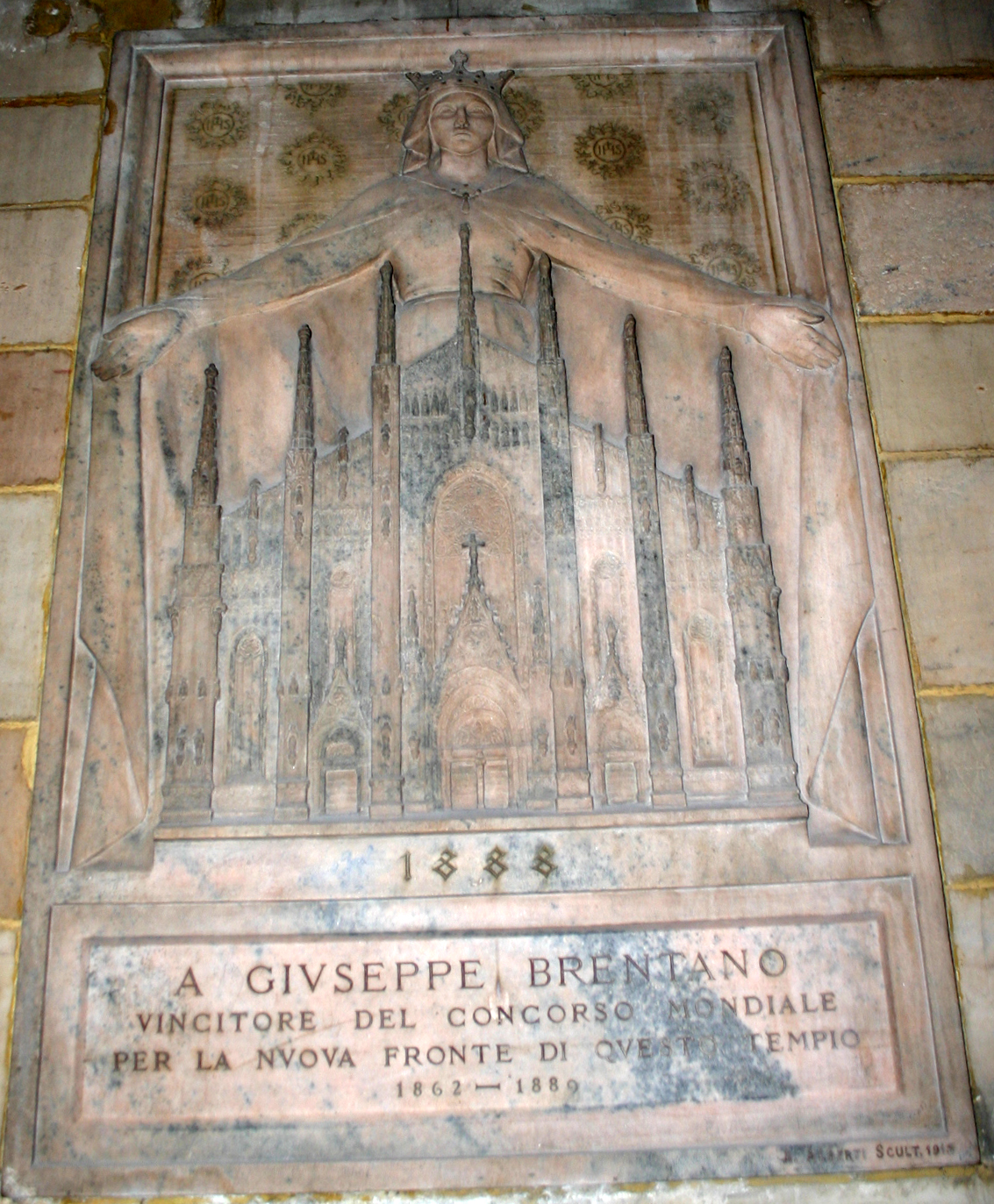
Gedenkstein für Giuseppe Brentano im Mailänder Dom von Achille Alberti – er zeigt die von Brentano 1888 in seinem Siegerprojekt entworfene neugotische Domfassade

Giuseppe Brentano (* 14. April 1862 in Mailand; † 31. Dezember 1889 ebenda) war ein italienischer Architekt.
Brentano studierte bei Luca Beltrami in Mailand und war zu Ende seines kurzen Lebens im Atelier von Carl von Hasenauer beschäftigt. Sein größter Erfolg war 1888 der Sieg im Wettbewerb um die Neugestaltung der Fassade des Mailänder Doms. Brentano präsentierte ein rein neugotisches Projekt, in teilweiser Anlehnung an Carlo Buzzi, aber ohne Türme. Das Vorhaben blieb unverwirklicht. Brentano starb an einer Lungenkrankheit. Im Mailänder Dommuseum ist seinen Projekten und Modellen ein eigener Raum gewidmet.

## Publikation
- Giuseppe Brentano: PER LA NUOVA FACCIATA del DUOMO di MILANO  Ricordi, Milano 1888 Loseblattausgabe, 62 Seiten mit zahlreichen Abbildungen (Beitrag zur zweiten Stufe des Winternationalen Architektenwettbewerbs von 1886–88)